# Alexis Ferrero
Alexis Javier Ferrero (Calchaquí, Argentinië, 31 maart 1979) is een Argentijns profvoetballer die op dit moment uitkomt voor San Martín de Mendoza. Meestal speelt hij als centrale verdediger.

## Carrière
Ferrero begon zijn professionele carrière in 2000 bij Ferro Carril Oeste, dat indertijd in een van de lagere Argentijnse competities speelde, tot hij in 2003 op huurbasis naar het in de 3de divisie spelende Club Atlético Atlanta ging. Het jaar daarop werd hij alweer teruggehaald naar Ferro.
In 2005 ging hij naar Tigre, dat hij in 2007 hielp te promoveren naar de hoogste competitie van Argentinië. Tigre werd in het eerste seizoen sinds 1980 direct tweede, de hoogste plaats ooit in de geschiedenis van de club.
In 2008 verhuisde Ferrero naar Botafogo FR, en dat verhuurde hem aan Colón de Santa Fe.